# Sourires de loup
 (juin 2019).
Si vous disposez d'ouvrages ou d'articles de référence ou si vous connaissez des sites web de qualité traitant du thème abordé ici, merci de compléter l'article en donnant les références utiles à sa vérifiabilité et en les liant à la section « Notes et références ».
Sourires de loup (White Teeth) est le premier roman de l'écrivaine britannique Zadie Smith publié au Royaume-Uni en 2000.

## Résumé
Le texte raconte les vies de deux amis, l'Anglais Archie Jones et le Bangladais Samad Iqbal, qui ont fait connaissance pendant la Seconde Guerre mondiale et se retrouvent à Willesden, au nord-ouest de Londres en 1975. Le roman suit leurs mariages, leurs familles et leurs dilemmes sur trois décennies dans une Angleterre multiculturelle en pleine mutation, dans le Grand Londres.

## Sommaire
- Archie — 1974, 1945
  - 1 Le curieux mariage en secondes noces d'Archie Jones
  - 2 Où l'on se fait les dents
  - 3 Deux familles
  - 4 Et de trois
  - 5 Les racines d'Alfred Archibald Jones et de Samad Miah Iqbal
- Samad — 1984, 1857
  - 6 La tentation de Samad Iqbal
  - 7 Molaires
  - 8 Mitose
  - 9 Aux armes !
  - 10 Les racines de Mangal Pande
- Irie — 1990, 1907
  - 11 Erreurs de parcours dans l'éducation d'Irie Jones
  - 12 Canines : où les oiseaux ont des dents
  - 13 Les racines d'Hortense Bowden
  - 14 Plus anglais que nature
  - 15 Où s'affrontent Chalfenisme et Bowdenisme
- Magid, Millat et Marcus — 1992, 1999
  - 16 Le retour de Magid Mahfooz Murshed Mubtasim Iqbal
  - 17 Pourparlers et tactiques de la onzième heure
  - 18 Le dernier homme ou la fin de l'Histoire
  - 19 Le rendez-vous final
  - 20 Des souris et des souvenirs

## Personnages
- La famille Jones-Bowden, métisse anglo-jamaïcaine (p. 464)
  - Alfred Archibald Jones, Archie, né en 1928 (ou 1927)
    - Ophelia Diagile, première épouse, qui vient de quitter son mari Archibald

  - Clara Iphigenia Bowden, née en 1955, d'origine jamaïcaine, épouse Jones
    - Hortense Bowden, sa mère, originaire de Lambeth (Jamaïque), née en 1907
      - au père incertain, capitaine Charlie Durham (ou Sir Edmund Flecker Glenard, riche colon en Jamaïque (1842-1907))

    - Darcus Bowden (1910-1985), son père, monsieur Hum, souffrant de léthargie maladive
    - Ryan Topps, son amoureux quelques mois, roux, amateur de Vespa, dernier homme sur la planète, vite converti en témoin de Jéhovah et en amoureux d'Hortense, durablement
    - Irie Ambrosia Jones, fille unique d'Alfred et Clara, née en 1975
- La famille Iqbal, immigrée du Bengale oriental d'avant la partition des Indes (1947) (devenu Pakistan oriental en 1955, puis en 1971 Bangladesh)
  - Samad Miah Iqbal, né en 1926, d'origine bengalie (ou bengladeshi) serveur (puis chef de rang) au restaurant Le Palace, de son cousin Ardashir
  - Alsana Begum, née en 1955, épouse de Samad, mère de Millat et Magid, travaillant comme couturière à domicile sur patron
    - Neena, née en 1957, Nièce-de-la-Honte, travaillant dans une cordonnerie
    - Millat Zulfikar Iqbal, né en 1975, jumeau de Magid
    - Magid Mahfooz Murshed Mubtasim Iqbal, né en 1975, jumeau de Millat
- La famille Chalfen, anglaise, immigrée juive d'Europe de l'est une ou deux générations plus tôt, Chalfenovsky (p. 451)
  - Marcus Chalfen, généticien, de l'université,
  - Joyce Chalfen, née Connor, écrivaine,
  - Joshua Chalfen, leur enfant principal, né en 1975
  - Benjamin (1976), Jack (1978), Oscar (1984, avec un QI de 178)

## Époques
- 1857

Samad est l'arrière petit-fils de Mangal Pande, dont la figure et la révolte des cipayes, à Dum Dum et Barrackpore, interviennent régulièrement dans le récit. Samad revendique cette origine, et cherche à imposer un portrait de son ancêtre au bar de l'amitié. La réalité de l'héroïsme de Mangal est mise en doute, pas sa maladresse et une éventuelle addiction au bhang.
- 1945

Archie et Samad se sont connus comme soldats (conducteur britannique et radio bengali détaché), membres d'équipage d'un tank chargé d'observer la pacification, entre Athènes et le sud de la Bulgarie. Ils sont de sortie quand leur tank est attaqué et les militaires présents assassinés. Ils survivent discrètement jusqu'à ce qu'une équipe militaire russe (avec un officier anglophone, Nicolai Pesotsky) les informe de la fin de la guerre. Ils gagnent aux cartes le droit d'arrêter et de liquider un médecin transfuge des camps de concentration, le professeur français Marc-Pierre Perret, qu'Archie est chargé (par Samad) d'exécuter. La patte folle d'Archie provient du combat entre les deux hommes. Samad a préféré s'abstenir, en raison de sa mail folle, éclatée par un soldat indien sikh au Bengale.
Les deux blessés de guerre sont ressentis par la génération suivante comme des rebuts de guerre.
- 1907 (p. 420)

Ambrosia, jeune servante jamaïcaine de 14 ans, accouche, lors du tremblement de terre de Kingston (1907) (en), d'Hortense, et meurt. Le père serait le capitaine Charlie Durham (pauv' cwétin (p. 497), ou sir Edmund Flecker Glenard.
Glenard crée une colonie inverse, entreprise permettant de sous-traiter le travail du tabac, en Angleterre par des Jamaïcains, importés et installés au Glenard Oak, dont il reste une population bigarrée et l'école qui accueille les trois jeunes personnages.
- 1924

La British Empire Exhibition de 1924 est une exposition coloniale où des Jamaïcains survivants sont engagés, devenus anglais, pour simuler des Jamaïcains.
- 1948

Archie participe aux Jeux olympiques d'été de 1948, en cyclisme (course sur piste), mais il ne figure plus sur aucune liste. La seule preuve en reste l'ancien champion suédois, Hors Ibelgaufs, avec lequel ils échangent des courriers amicaux.
- 1975

Pour les Témoins de Jéhovah, la fin du monde est prévue pour le 31 décembre 1974. Archie Jones tente de se suicider aux gaz d'échappement de sa propre voiture, en est empêché par le propriétaire du lieu où il s'est garé, Mo Hussein-Ishmael, puis s'introduit dans une fête privée de nouvel an, où il croise Clara Bowden.
La même année, Archie épouse Clara, et Samad Alsana, et leurs épouses donnent naissance à Magid, Millat et Irie. Et le premier enfant Chalfen naît, Joshua.
- 1984

Magid, Millat, Irie, Joshua, et d'autres fréquentent la même école, et participent à une action de solidarité envers les personnes âgées, en l'occurrence J. P. Hamilton, de Kensal Rise, qui tourne au fiasco.
En novembre, Samad décide d'envoyer un de ses fils, finalement Magid, poursuivre son éducation au pays de ses grands-parents, au Bangladesh, dans les collines au-dessus de Chittagong. C'est la mitose.
- 1985

Le cyclone du 28 mai 1985, à Londres, entraîne un nez cassé pour Magid, par la chute d'un buste mal placé.
- 1987

La tornade du 15 octobre 1987 opère un plus grand rapprochement des familles Jones et Iqbal : maison Iqbal en partie détruite, abri chez les Jones dont la cuisine est dévastée par la chute du seul arbre de la rue.
- 1992

Le 31 décembre 1992, la conférence de Marcus provoque l'arrivée des représentants locaux d'organisations protestataires : Témoins de Jéhovah (Hortense, Ryan, etc), K.E.V.I.N. (Millat, Hifan, Tyrone, Mo Hussein-Ishmael, Shiva, Abdul-Colin, Abvdul-Jimmy) et FATE (Crispin, Joely, Paddy, Minnie, Joshua).
- 1999

Le 31 décembre 1999, sur une plage des Caraïbes, Irie, Hortense et Joshua farnientent, pendant que la petite fille sans père d'Irie écrit au quatuor qui joue chez O'Connell, enfin ouvert aux femmes : Alsana, Samad, Clara, Archie.

## Progression
« Si cette histoire doit être contée dans toute sa vérité, il va nous falloir les imbriquer les unes dans les autres, toutes ces femmes, à la manière des poupées russes, Irie dans Clara, Clara dans Hortense, Hortense dans Ambrosia » (p. 488). 
Dans Londres multiculturelle, et raciste (Enoch Powell), les appartenances multiples se font concurrence, d'autant que pendant près de quarante ans, Archie et Samad sont ensemble, au 18-20 heures quotidien, entre la fin du travail de l'un et le début du service de l'autre, au Pool House O'Connell, une salle de billards irlandaise tenue par des Arabes et dépourvue de billard (p. 257), leur deuxième foyer, tenu par Mickey le pustuleux, frère d'Abdul-Colin.
Les immigrés d'origine du sous-continent indien vibrent avec les traditions, les grandes figures (Rabindranath Tagore, Indira Gandhi, R. V. Saraswati (p. 395)) et les événements indo-pakistano-bangladais. Samad travaille en famille, dans un restaurant indien dans le plus gros piège à touristes de Londres, Leicester Square (p. 93), pour son cousin Ardashir Mukhul, avec Shiva Bhagwati, Ravind... Et sa demande d'augmentation se transforme en fourniture (?) en viande congelée. 
Les Jamaïcains continuent à parler le patwa jamaïcain : T'es enco' là, pitchoune ? Y d'mande à t'voi', l'capitaine. T'avise pas d'me laisser cwacher pa' terre et d'pâ êt' montée avant qu'ça soye sec ! (p. 489), Qu'esse-kil a dit, c'conna'd ? (p. 262, Denzel et Clarence).
Clara et Alsana s'apprivoisent rapidement : nous avons épousé des vieux, des chevaux de retour (p. 314). Alsana est la première à se révolter contre son mari, qui déteste les enfants (une sous-classe braillante et bavante (p. 181), tournant hystérique quand elle est mise devant le fait accompli, l'expédition de Magid au Bangladesh. Le duo est complété par Neena (et sa petite amie, Maxine), Miss Lesbienne, et futée Nièce-de-la-Honte.
Archie, sauvé de sa tentative de suicide, grâce à Hussein-Ishmaël Mo (et Varin et Arshad), tombé amoureux fou de Clara, jeune noire d'origine jamaïcaine, dents de devant de lapin, emménage rapidement à Willesden Green, dans une maison plutôt jolie, à mi-chemin entre les arbres et la misère (p. 77), se révèle vite un brave type, terne, vieux.
Samad est vite pris au piège comme parent d'élèves, et se met à connaître, en conseil d'école, Ms Katie Miniver, Mrs Hanson, Mrs Owens (directrice), Mrs Khilnani, Ellen Corcoran, Janice Lanzerang (du Groupe Action des Femmes), et surtout la trentenaire Poppy Burt-Jones (la jolie rousse professeur de musique), avec laquelle commence une timide relation. Il rencontre également les Chalfen, un couple de hippies sur le retour, accoutrés de vêtements pseudo-indiens (p. 189). Samad ne sait pas comment se sortir l'Occident de la tête une fois qu'on y est entré (p. 208), sa foi musulmane est heurtée : il travaille douze heures par jour, refuse de manger et de boire, se met à astiquer popol (p. 201).
Et les fils nés en Occident seront punis pour les péchés du père venu d'Orient (p. 228). Magid est brillant, parle un anglais châtié, joue aux échecs, fréquente des Anglais, se fait appeler Mark Smith. Quand le fils idéal est de fait absent, Millat, traînard, en retard, dur, loubard, changeant, dès douze ans, se fait leader de gamins boutonneux, mutin, délinquant juvénile, excellent dans ce rôle. Avec Mujib, Khandakor, Dipesh, Kurshed, Khaleda, Bimal, etc. Le gang de Millat (Raggastamm), avec la panoplie, s'engage dans la lutte contre Les Versets sataniques (1989). Millat devient un vrai caméléon social (p. 371), le chéri des demoiselles, leur prince des ténèbres, au charisme byronien, le seul mec vraiment baisable à Glenard Oak (p. 505), et/mais est contacté par le K.E.V.I.N., Keepers of the Eternal and Victorious Islamic Nation (p. 406).
En 1990, une grande descente de police anti-drogue à l'école se termine par l'interpellation d'Irie, Joshua et Millat. Par méthode non punitive, Irie et Millat participent à un travail d'approfondissement en sciences par et chez Joshua. Irie, de la carrure d'Hortense, se sent grosse, laide, inadaptée, et se fait décrêper. Avec les Chalfen, elle découvre un autre monde, intellectuel, avec une qualité de conversation inconnue d'elle, et leur thérapiste freudienne Marjorie. Elle finit par être engagée pour mettre de l'ordre dans le désordre du spécialiste des souris transgéniques.
Alsana et Clara s'inquiètent de l'éclatement de leurs familles. Millat use et abuse de l'hospitalité des Chalfen. Entre Marcus et Magid, désormais juriste, commence en 1991 un échange de lettres, en partie sur le clonage.
Au retour de Magid, les deux frères jumeaux s'évitent. Les familles sont partagées. Magid assiste Marcus, pour la communication et le plaidoyer. Le pub pseudo-irlandais O'Connell est conquis.
Le 11 décembre 1992, Marcus Chalfen doit faire une déclaration officielle de son projet de recherche, la Souris du Futur. L'église des Témoins de Jéhovah s'invite pour cette fin du monde, principalement avec Ryan et Hortense. Le K.E.V.I.N. également, dont Millat (défoncé,et armé), Abdul-Jimmy, Abdul-Colin, Tyrone, et les autres, sauf le frère Ibrahim ad-Din Shukrallah (p. 636). Ainsi que le FATE, Fighting Animal Torture and Exploitation (p. 651), avec Crispin, Joely, Paddy, Minnie et Joshua. Et Marcus remercie son maître, également présent, le docteur Marc-Pierre Perret.
Mais que devient la Souris du Futur ?

## Réception
Les recensions francophones sont globalement favorables : une Dickens de l'ère postcoloniale,,,,,.
Le livre brasse avec humour de nombreuses facettes de la réalité de la société britannique, surtout londonienne, des années 1970-2000.
Un des thèmes est l'émigration : « Ce siècle aura été celui des étrangers, bruns, jaunes et blancs. Celui de la grande expérience de l'immigration. [...] L'immigrant ne peut que rire des peurs du nationaliste (l'envahissement, la contamination, les croisements de races) car ce ne sont là que broutilles, clopinettes, en comparaison des terreurs de l'immigrant : division, résorption, décomposition, disparition pure et simple » (p. 449).
Un thème est la révolte des personnages contre le destin, ou la fiction romanesque : «  »Et pas cette espèce de labyrinthe, avec les pièces d'aujourd'hui et les pièces d'hier, et tout ce qui s'y est dit pendant des années, toute cette saloperie d'histoire, partout dans la maison, qui vous colle après » (p. 698).

## Éditions
- White Teeth, Hamish Hamilton Verlag, Londres, 2000,  (ISBN 0-241-14102-8)
- Zähne zeigen, Droemer Verlag, Munich, 2000, traduction de Ulrike Wasel et Klaus Timmermann, 642 pages,  (ISBN 3-426-19546-1)
- Sourires de loup, éditions Gallimard, 2001, traduction de Claude Demanieli,  (ISBN 2070428184).
  - réédité en collection Folio,  (ISBN 978-2-070-428-182)